# رترام (آیداهو)
رترام (به انگلیسی: Rathdrum) شهری در شهرستان کوتنای ایالت آیداهو است که جمعیت آن در سرشماری سال ۲۰۱۰ میلادی ۶٬۸۲۶ نفر بوده‌است.